# Сеймур (Міссурі)
Сеймур (англ. Seymour) — місто (англ. city) в США, в окрузі Вебстер штату Міссурі. Населення — 1841 особа (2020).

## Географія
Сеймур розташований за координатами 37°8′54″ пн. ш. 92°46′8″ зх. д. / 37.14833° пн. ш. 92.76889° зх. д. (37.148305, -92.768756).  За даними Бюро перепису населення США в 2010 році місто мало площу 7,16 км², з яких 7,16 км² — суходіл та 0,00 км² — водойми.

## Демографія
Згідно з переписом 2010 року, у місті мешкала 1921 особа в 746 домогосподарствах у складі 510 родин. Густота населення становила 268 осіб/км².  Було 846 помешкань (118/км²).
Расовий склад населення:
| - 95,5 % — білих - 1,0 % — корінних американців - 0,3 % — чорних або афроамериканців - 0,3 % — азіатів - 0,1 % — вихідців з тихоокеанських островів |

До двох чи більше рас належало 2,1 %. Частка іспаномовних становила 2,8 % від усіх жителів.
За віковим діапазоном населення розподілялося таким чином: 26,7 % — особи молодші 18 років, 55,2 % — особи у віці 18—64 років, 18,1 % — особи у віці 65 років та старші. Медіана віку мешканця становила 39,2 року. На 100 осіб жіночої статі у місті припадало 92,5 чоловіків;  на 100 жінок у віці від 18 років та старших — 86,6 чоловіків також старших 18 років.
Середній дохід на одне домашнє господарство  становив 34 901 долар США (медіана — 27 344), а середній дохід на одну сім'ю — 44 865 доларів (медіана — 38 125). Медіана доходів становила 28 850 доларів для чоловіків та 30 833 долари для жінок. За межею бідності перебувало 25,0 % осіб, у тому числі 39,6 % дітей у віці до 18 років та 15,7 % осіб у віці 65 років та старших.
Цивільне працевлаштоване населення становило 600 осіб. Основні галузі зайнятості: освіта, охорона здоров'я та соціальна допомога — 27,0 %, виробництво — 17,2 %, роздрібна торгівля — 13,0 %.